# Komplementærrytmik
Termen komplementærrytmik kan bruges til at beskrive det fænomen, der opstår når én rytme instrumenteres til flerstemmighed. Dette er en praksis, der er velkendt i flere musikalske stilarter fra flere forskellige århundreder.
Komplimentærrytmik indikerer, at rytmerne, spillet af de forskellige instrumenter, supplerer hinanden, således at hvis fx trommerne spiller på slaget spiller guitaren off-beat. Dette er en meget simpel form for komplimentærrytmik men eksemplificerer dog udtrykket.
| Musik | Spire Denne musikartikel er en spire som bør udbygges. Du er velkommen til at hjælpe Wikipedia ved at udvide den. |